# 三聚乙醛
三聚乙醛（英語：Paraldehyde）是乙醛的三聚体，化学式(CH3CHO)3，也可看作是1,3,5-三𫫇烷的三个H被甲基取代的衍生物。相對應的四聚體是四聚乙醛。為無色液體，微溶於熱水，能與醇、醚混溶。
三聚乙醛在工業和醫學上有其用途。

## 歷史
三聚乙醛是在1853年首先被德國化學家尤斯圖斯·馮·李比希發現，而它的實驗式於1838年由李比希的學生赫爾曼·馮·斐林所判定。李比希的另一學生，德國化學家Valentin Hermann Weidenbusch，完成了三聚乙醛的合成：將乙醛用硫酸或硝酸處理，並冷卻到0°C；然而，當以三聚乙醛與微量同樣的酸酸一同加熱，便會重新得到乙醛。

## 立體化學
三聚乙醛有兩個非對映異構體（順式和反式）。每一個非對映異構體均有兩個椅式構象異構體：
（1）和（4）是順三聚乙醛的構象異構體，而（2）和（3）則是反三聚乙醛的構象異構體。而（3）和（4）由於具有1，3-雙直鍵立體作用，使其結構變得高能量、不穩定，因此在一個三聚乙醛的樣本中，兩者的比例非常小。

## 製備與反應
乙醛和硫酸反應可製備三聚乙醛，此反應是放熱反應，反應焓為-133 kJ mol-1。反應產物受到溫度影響：於室溫或以上，傾向生成三聚乙醛，然而在較低溫度，則傾向生存四聚乙醛。
三聚乙醛與催化量的酸一同加熱，三聚乙醛重新分解成乙醛。
三聚乙醛較乙醛易處理，能成為乙醛的合成等價物，用於有機合成，如與溴（Br2）反應生成三溴乙醛。